# Новоєловка (Новосибірська область)
Новоєловка (рос. Новоеловка) — присілок у Коливанському районі Новосибірської області Російської Федерації.
Входить до складу муніципального утворення Пихтовська сільрада. Населення становить 3 особи (2010).

## Історія
Згідно із законом від 2 червня 2004 року органом місцевого самоврядування є Пихтовська сільрада.

## Населення
| 2002 | 2007 | 2010 |
| ---- | ---- | ---- |
| 6    | ↘5   | ↘3   |